# إدغار لويس (ممثل)
إدغار لويس (بالإنجليزية: Edgar Lewis)‏ هو كاتب سيناريو ومنتج أفلام ومخرج وممثل أمريكي، ولد في 22 يونيو 1875 في هولدن في الولايات المتحدة، وتوفي في 21 مايو 1938 في لوس أنجلوس في الولايات المتحدة.

## وصلات خارجية
- إدغار لويس على موقع IMDb (الإنجليزية)
- إدغار لويس على موقع أول موفي (الإنجليزية)
- إدغار لويس على موقع قاعدة بيانات الأفلام السويدية (السويدية)
- إدغار لويس على موقع قاعدة بيانات الفيلم (الإنجليزية)
- إدغار لويس على موقع كينوبويسك (الروسية)